# Flex-Mat
 (février 2012).
Si vous disposez d'ouvrages ou d'articles de référence ou si vous connaissez des sites web de qualité traitant du thème abordé ici, merci de compléter l'article en donnant les références utiles à sa vérifiabilité et en les liant à la section « Notes et références ».
 (février 2012).
Le Flex-Mat est un tamis autonettoyant hybride (fait d'acier et de polyuréthane) utilisé dans le domaine des carrières, des mines, du recyclage et du criblage industriel. Introduit pour la première fois dans le marché nord américain par la compagnie manufacturière Les Industries fils métallique Major Ltée en 1996, ce type de toiles de criblage existait déjà en Europe depuis quelque temps sous une forme différente.
L’introduction dans un si grand marché a permis à ce produit de se renouveler pour devenir un tamis autonettoyant entièrement repensé. Reconnaissable à ses bandes de polyuréthane de couleur vert lime, il se présente maintenant sous une multitude de variantes adaptées à l’utilisation.
En 2007 a été créé le Flex-Mat 3 Modulaire, le pendant du Flex-Mat adapté pour les tamiseurs à ponts modulaires.
Flex-Mat est une marque enregistrée de Les Industries fils métallique Major Ltée.

## Site Externe
Les Industries fils métallique Major Ltée